# セレナーデ第9番 (モーツァルト)
セレナーデ第9番 ニ長調 K.320は、ヴォルフガング・アマデウス・モーツァルトが作曲したセレナーデ。第6楽章の第2トリオでポストホルンが用いられることから、「ポストホルン・セレナーデ」とも呼ばれる。

## 概要

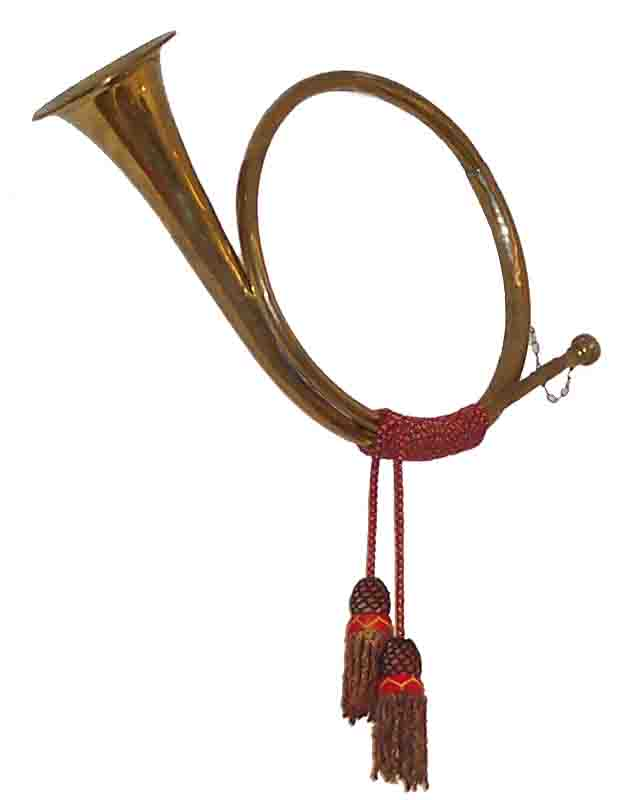
『セレナーデ第9番K.320』の標題にもなったポストホルン

1779年8月3日にザルツブルクで完成された。しかし、どのような経緯で作曲されたかについては不明である。モーツァルトが作曲したセレナーデの中でも楽器編成が大きく、規模も大きいことから、何らかの祝典のために作曲されたと考えられている。また、第5楽章がニ短調であることは異色で、そのため様々な憶測が生まれ、ポストホルン（郵便馬車のホルン）は馬車の出発を暗示することから、モーツァルトはザルツブルクを去って行く知人への思いを託してこの楽器を使用したとする説もある。この頃すでにザルツブルク大司教との折り合いが悪くなっていたモーツァルトは、ポストホルンを使用することによって、ザルツブルクを去りたい自分の思いを伝えようとした説もあるが、ともに確証はない。
しかし、ザルツブルク時代の最後を飾ることとなったこのセレナーデは、両端の楽章で効果的に用いられているマンハイム風のクレッシェンドや、第3楽章、第4楽章における協奏的な手法など、1777年から1778年のマンハイムとパリへの旅行でモーツァルトが得た経験が巧みに取り入れられている。同じ時期に作曲された「パリ交響曲」K.297や協奏交響曲K.364よりも大規模な編成のセレナーデであり、交響曲に劣らぬ大作であり名作として知られている。
残されたモーツァルトの手紙によれば、旅行中に耳にした当時の郵便馬車のホルンの音から取った旋律を、いくつかの楽章で用いているという。特に第6楽章の第2トリオでは、まず初めにモーツァルトが旅の途中で記録したオリジナルの和声的に未解決な旋律がポストホルンで提示され、次いでその旋律を曲内で解決させることにより、聴く者への安定感を提示する。しかしオリジナル旋律の「不安定さ」には、特定の郵便馬車を想起させる商業音楽としての魅力があるとのことである。

## 楽器編成
フルート2（第6楽章の第1トリオでピッコロまたはリコーダーを使用する場合あり）、オーボエ2、ファゴット2、ホルン2、トランペット2、ポストホルン（第6楽章の第2トリオのみ。ホルンまたはトランペットが持ち替える）、ティンパニ、弦五部。

## 構成
全7楽章から成り、演奏時間は約40分。
第1楽章
アダージョ・マエストーソ－アレグロ・コン・スピーリト　ニ長調、4分の4拍子、序奏をもつソナタ形式。
荘重な序奏の主題は、展開部の最後にも現れる。
第2楽章
メヌエット（アレグレット）　ニ長調、4分の3拍子、変則的な三部形式。
イ長調のトリオでは、フルートとファゴットがそれぞれオクターヴで重奏する。
第3楽章
アンダンテ・グラツィオーソ　ト長調、4分の3拍子。
「コンチェルタンテ」と表記されている。フルート、オーボエ、ファゴットといった木管楽器がソロ的に用いられる。
第4楽章
ロンドー（アレグロ・マ・ノン・トロッポ）　ト長調、4分の2拍子。
協奏曲風の楽章で、第1フルートと第1オーボエが活躍する。
第5楽章
アンダンティーノ　ニ短調、4分の3拍子、ソナタ形式。
第1主題に続いて、第1ヴァイオリンが奏する半音階的な音形は、少し『ドン・ジョヴァンニ』の石像の場面を思わせる。
第6楽章
メヌエット　ニ長調、4分の3拍子。二つのトリオをもつ。
第1トリオには空白の「フラウティーノ」のパートがある。現在では弦のみで演奏する場合と、ピッコロまたはリコーダーを第1ヴァイオリンに重ねて演奏する場合がある。
第2トリオはイ長調、ポストホルンがド・ミ・ソの自然倍音だけによるソロを響かせる。
トリオの後のダ・カーポとコーダは、通常と違い新たに書き下ろされている。
第7楽章
フィナーレ（プレスト）、ニ長調、　2分の2拍子。
この曲を締めくくるに相応しい楽章で、ソナタ形式による充実したフィナーレである。

## 交響曲としての演奏
日本の音楽評論家浅岡弘和のように、この中から4楽章を選んで交響曲として演奏することも試みられている。抜き出されるのは第1、第5、第6、第7楽章の順となっている。演奏時間は約25分。指揮者のロジャー・ノリントンの場合は第1、第5、第7楽章の順となっている。演奏時間は約21分。モーツァルト生誕250年祭で頻繁に演奏された。ターフェルムジーク・バロック管弦楽団（カナダ）の古楽器演奏でも、1，5，7の3つの楽章で演奏される。